# Копривницький Іванець
Копривницький Іванець (хорв. Koprivnički Ivanec) — село на північному заході Хорватії, центр однойменної громади Копривницько-Крижевецької жупанії. 

## Історія
Назване на честь церкви св. Івана. Вперше згадується як центр парафії св. Івана у першому переписі парафій Загребського єпископату 1334 року. 

## Демографія
За даними перепису 2011 року, саме село має населення 1 193 особи, тоді як уся громада, що складається з п'ятьох сіл, налічувала 2 121 жителя. За національною належністю, абсолютна більшість жителів — хорвати (99,15%). За віросповіданням, більшість мешканців — римокатолики (97,97%).
Динаміка чисельності населення громади:
Динаміка чисельності населення села:

## Населені пункти
Крім села Копривницький Іванець, до громади також входять:
- Ботиновець
- Горичко
- Киновець
- Пустаковець